# Marinčič
Marinčič je priimek več znanih Slovencev.

## Znani nosilci priimka
- Alojz Marinčič, partizan, pevovodja
- Dušan Marinčič (*1960), častnik
- Eliza Skalicky (r. Soklič, 2. por. Marinčič) (1900—1969), anglistka, avtorica učbenikov, prevajalka
- Franc Marinčič
- Ida Marinčič (r. Šuligoj) (1914—1984), amaterska igralka, urednica
- Irma Marinčič Ožbalt (*1926), pisateljica, prevajalka
- Ivan Marinčič (1892—1970), zdravnik nevrolog
- Ivan Marinčič (1907—1975), novinar in pisatelj
- Janez Marinčič - "Risar Joe", alpinistični risar, karikaturist
- Jurij Marinčič (*1957), tehnični inovator
- Katarina Marinčič (*1968), pisateljica, literarna zgodovinarka, prevajalka
- Marjeta Marinčič, umetnostna zgodovinarka, galeristka
- Marko Marinčič (*1968), klasični filolog in prevajalec, univ. prof.
- Marko Marinčič (*1958), pravnik in politik v zamejstvu
- Tone (Anton) Marinčič, gozdar, lovec, vodja lovišča s posebnim namenom Jelen na notranjskem Snežniku
- Vesna (R.) Marinčič (1940—1998), kulturna novinarka, filmska kritičarka